# Harakiri
|  | Per a altres significats, vegeu «Harakiri (desambiguació)». |

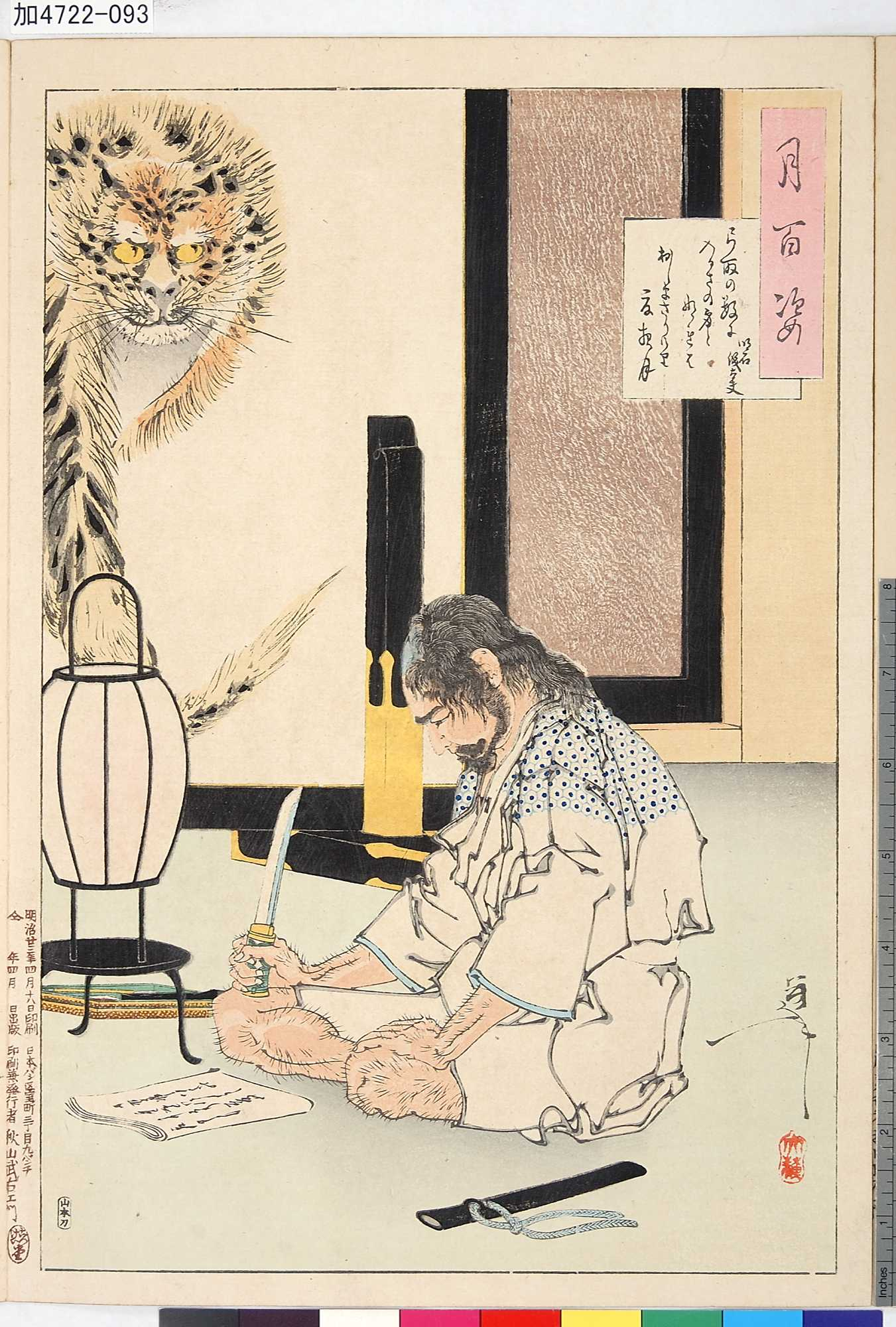
Gravat del general Akashi Gidayu escrivint els seus poemes de comiat anomenats yuigon o zeppitsu abans de fer-se el seppuku

Harakiri o haraquiri (en japonès 腹切, literalment 'tallar la panxa' o 'esventrar') és l’expressió idiomàtica vulgar del seppuku (切腹, escrit amb els mateixos caràcters que harakiri, però en ordre invers), que és el terme preferit habitualment al Japó per denominar un suïcidi ritual consistent en obrir-se el ventre d'un tall.
Era una pràctica relativament comuna entre els samurais, que consideraven lliurar la seva vida voluntàriament com un honor de morir gloriosament. Abans de veure la seva vida deshonrada per un delicte o falta, recorrien a aquest acte per suïcidar-se, bé per iniciativa pròpia o per inducció d'un superior. La pràctica del seppuku per ordre d'un amo és coneguda com a oibara (追腹 o 追い腹) o junshi (殉死); el ritual és similar.

## El ritual del seppuku
El seppuku era una part clau del bushido («el camí del guerrer»), el codi dels guerrers samurai. El seppuku podia ser voluntari per evitar caure en mans de l'enemic o per expiar una falla al codi de l'honor, o obligatori, per mandat d'un Shogun o tribunal en cas que un samurai cometés un delicte d'assassinat, robatori o corrupció. En aquest cas, es comunicava al samurai un termini per a realitzar el seppuku. Si el reu no ho feia, era decapitat. Prèviament a cometre seppuku es bevia sake i es componia un últim poema de comiat anomenat zeppitsu o yuigon, gairebé sempre sobre el dors del tessen o ventall de guerra.
En el ritu del seppuku, el samurai es col·locava de genolls i enfonsava una espasa curta (wakizashi) pel costat esquerre del ventre, continuava el tall cap a la dreta, tornava al centre i efectuava un gir per a ascendir en la trajectòria del tall, fins a l'estèrnum. El samurai que efectuava el seppuku havia de sostenir el wakizashi usant un drap per a no esquitxar-se les mans, ja que morir amb les mans tacades de sang constituïa una deshonra.
Mentre el guerrer efectuava el seppuku, un company kaishaku es mantenia al seu costat dempeus, i si veia a aquest sofrir massa, li tallava el cap. El terme kaishaku no és l'equivalent al d'un botxí, sinó al d'un cavaller que assisteix al primer en la realització del seppuku, i que en molts casos era un càrrec ocupat per un familiar o amic del condemnat.

## Jigai

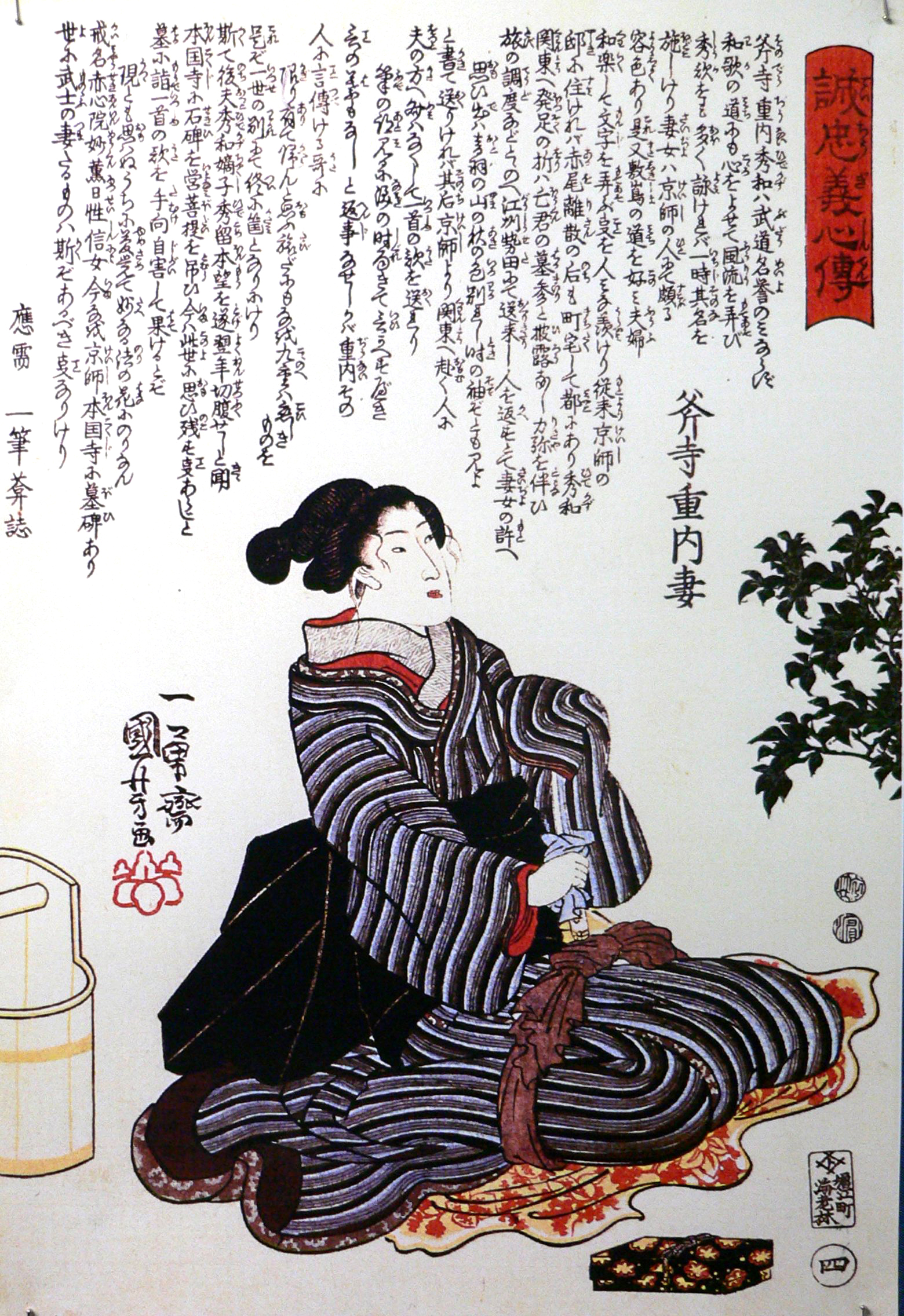
La muller d'Onodera Junai (un dels 47 rònins) es prepara per fer-se el jigai i així acompanyar el seu marit a la mort

Les dones que seguien el bushido realitzaven una pràctica similar denominada jigai. La principal diferència amb el seppuku és que es feien un tall al coll, seccionant-se la caròtida amb una daga amb fulla de doble tallant anomenada Kwaiken. Prèviament, la dona havia de lligar-se amb una corda els turmells per no tenir la deshonra de morir amb les cames obertes en caure.

## La història dels 47 rònins
El seppuku forma part imprescindible de la història dels 47 rònins, una de les obres medievals més importants de la literatura japonesa, immortalitzada en moltes obres de kabuki, ukiyo-e i altres formes de la cultura popular. La trama de la història és la següent:
Dos dàimios (senyors feudals) anomenats Asano i Kira es trobaven a la cort i va sorgir una discussió, en la qual Kira va insultar Asano, el qual va desembeinar la seva wakizashi i va ferir a Kira. Atès que estava prohibit desenfundar cap arma a la cort imperial, Asano va ser condemnat a seppuku. D'aquesta manera, els 47 samurais dels quals ell era dàimio es van convertir en ronin (samurais sense amo).
Els 47 rònins van decidir venjar al seu amo i, després de tres anys planejant, es van introduir a la mansió de Kira una nit, exigint-li que ell també portés a terme seppuku amb el mateix wakizashi que havia usat Asano. Atès que Kira s'hi va negar, li van tallar el cap i el van col·locar sobre la tomba d'Asano, al temple de Sengaku-ji.
Pel delicte d'assassinar un dàimio, el xogun va condemnar els 47 rònins a fer-se el seppuku com a forma de restablir el seu honor. Van ser enterrats en el temple de Sengaku-ji davant de la tomba del seu amo. Es pot dir que, en realitat, qui van fer-se seppuku van ser 46 rònins, ja que en intentar entrar a la mansió de Kira hagueren de lluitar contra els guàrdies i, en aquesta lluita, va morir un d'ells. Cal tenir en compte que aquests samurais sense amo van passar tres anys planificant la venjança del seu senyor, fent-se passar per borratxos, vagabunds i fins i tot bojos, envoltant-se del pitjor de la societat.

## Gent coneguda que va realitzar seppuku
Per ordre cronològic: 
- Minamoto no Tametomo (1139–1170)
- Minamoto no Yorimasa (1106-1180)
- Minamoto no Yoshitsune (1159-1189)
- Ashikaga Mochiuji (1398-1439)
- Azai Nagamasa (1545–1573)
- Oda Nobunaga (1534-1582)
- Takeda Katsuyori (1546–1582)
- Shibata Katsuie (1522–1583)
- Hōjō Ujimasa (1538–1590)
- Sen no Rikyū (1522–1591)
- Torii Mototada (1539-1600)
- 46 dels 47 rònins (1703)
- Watanabe Kazan (1793–1841)
- Tanaka Shinbei (1832–1863)
- Takechi Hanpeita (1829–1865)
- Yamanami Keisuke (1833–1865)
- Saigō Takamori (1828-1877)
- Nogi Maresuke (1849–1912)
- Chujiro Hayashi (1879–1940)
- Kunio Nakagawa (1898-1944)
- Korechika Anami (1887–1945)
- Takijirō Ōnishi (1891–1945)
- Isamu Chō (1895-1945)
- Mitsuru Ushijima (1887-1945)
- Emilio Salgari (1862-1911)
- Karl Haushofer (1896-1946)
- Yukio Mishima (1925-1970)
- Isao Inokuma (1938–2001)

## Seppuku en l'actualitat
El seppuku com a càstig judicial va ser oficialment prohibit al Japó el 1873, tot i que la pràctica del seppuku no va acabar del tot. S'han documentat dotzenes de casos de persones que han realitzat seppuku voluntari des de llavors, incloent-hi diversos militars el 1895 com a protesta per la devolució d'un territori conquistat a la Xina, el del General Maresuke Nogi (educador de l'Emperador Hirohito) i la seva esposa a la mort de l'Emperador Meiji el 1912, i el de molts soldats i civils que van preferir morir abans que acceptar la rendició després de la Segona Guerra Mundial.
El 1970, el famós escriptor Yukio Mishima i un dels seus seguidors van realitzar un seppuku públic després d'un intent fracassat d'incitar a l'exèrcit a realitzar un cop d'estat. Mishima va realitzar el seu seppuku en el despatx del General Kanetoshi Mashita. El seu kaishakunin, un home de vint-i-cinc anys anomenat Masakatsu Morita, va tractar 3 vegades de decapitar-lo sense èxit. Finalment, va ser Hiroyasu Koga qui va realitzar la decapitació. Posteriorment, Masakatsu Morita va intentar realitzar el seu propi seppuku. Tot i que els seus talls van ser massa poc profunds per a ser fatals, va fer un senyal a Koga perquè també el decapités.
El 1999, Masaharu Nonaka, un empleat de Bridgestone al Japó, es va acoltellar l'abdomen per protestar per la seva jubilació obligada a cinquanta-vuit anys. Va morir més tard en un hospital a causa de les ferides.